# Himerarctia basalis
Himerarctia basalis är en fjärilsart som beskrevs av Walker 1856. Himerarctia basalis ingår i släktet Himerarctia och familjen björnspinnare. Inga underarter finns listade i Catalogue of Life.